# Falcó cap-roig
El falcó cap-roig (Falco chicquera) és una espècie d'ocell rapinyaire de la família dels falcònids (Falconidae) que habita sabanes i zones obertes de l'Àfrica Subsahariana i Àsia meridional, des del sud-est de Mauritània cap a l'est fins a Etiòpia i cap al sud fins a Sud-àfrica, faltant de les zones boscoses de l'Àfrica central i Oriental, i en Àsia des del sud-est de l'Iran cap a l'est, a través del Pakistan, el Nepal i l'Índia fins a Assam i Bangladesh.

## Taxonomia
Aquest xoriguer ha estat classificat en tres subespècies diferents:
- F. c. chicquera, Daudin, 1800, de l'Àsia meridional.
- F. c. ruficollis, Swainson, 1837, de l'Àfrica tropical.
- F. c. horsbrughi, Gunning et Roberts, 1911. De l'Àfrica Meridional.

Tanmateix, altres obres taxonòmiques, com el Handook of the Birds of the World i la quarta versió de la BirdLife International Checklist of the birds of the world (Desembre 2019), consideren que les dues subespècies africanes constitueixen, de fet, una espècie diferent. Segons aquest criteri les dos espècies resultants serien:
- Falcó cap-roig (Falco chicquera) - Stricto sensu
- Falcó collroig (Falco ruficollis)

Val a dir que la UICN segueix aquest darrer criteri i considera l'estat de conservació de F. chicquera gairebé amenaçat, mentre que el de F. ruficollis el considera de risc mínim.